# 1921 dans le catholicisme
Chronologie du catholicisme
- 1917
- 1918
- 1919
- 1920
- 1921
- 1922
- 1923
- 1924
- 1925

Cet article présente les faits marquants de l'année 1921 dans le catholicisme.

## Évènements
- 6 janvier : Encyclique Sacra propediem de Benoît XV sur saint François d'Assise à l'occasion du septième centenaire de la fondation du Tiers-Ordre franciscain.
- 7 mars : Création de 6 cardinaux par Benoît XV.
- 30 avril : Encyclique In praeclara summorum de Benoît XV sur Dante.
- 13 juin : Création de 3 cardinaux par Benoît XV dont Mgr Achille Ratti, futur pape Pie XI.
- 29 juin : Encyclique Fausto appetente die de Benoît XV sur saint Dominique de Guzmán.
- En 1921 : Dissolution de La Sapinière

## Naissances
Janvier
- 18 janvier : Joseph Perrot, prélat et missionnaire français, premier évêque de San († 22 juin 2005)
- 19 janvier : Joseph Wu Shizhen, prélat chinois, archevêque de Nanchang († 25 août 2014)

Février
- 2 février : Hyacinthe Thiandoum, premier cardinal sénégalais, archevêque de Dakar († 18 mai 2004)
- 7 février : Josef Metzler, prêtre allemand de la Curie, préfet des archives secrètes († 12 janvier 2012)
- 11 février : Antony Padiyara, cardinal indien, archevêque majeur syro-malabar d'Ernakulam († 23 mars 2000)
- 21 février : Antonio Maria Javierre Ortas, cardinal espagnol de la Curie († 1er février 2007)

Mars
- 1er mars : Terence James Cooke, cardinal américain, archevêque de New York († 6 octobre 1983)
- 12 mars : 
  - Jean Cardonnel, prêtre dominicain français, défenseur de la théologie de la libération († 4 juillet 2009)
  - Bienheureux Vincent L'Hénoret, prêtre, missionnaire au Laos et martyr français († 11 mai 1921)
- 19 mars : Joseph-Marie Trinh van-Can, cardinal vietnamien, archevêque d'Hanoï († 18 mai 1990)

Avril
- 19 avril : Roberto Tucci, cardinal italien de la Curie († 14 avril 2015)
- 23 avril : Cleto Bellucci, prélat italien, archevêque de Fermo († 7 mars 2013)

Mai
- 6 mai : Gianfranco Chiti, général italien devenu prêtre franciscain, serviteur de Dieu († 20 novembre 2004)
- 8 mai : Graham Leonard, évêque anglican britannique devenu prêtre catholique († 6 janvier 2010)
- 9 mai : Daniel Berrigan, prêtre jésuite, théologien, poète et militant pacifiste américain († 30 avril 2016)
- 22 mai : Eugène Royer, prêtre, écrivain et enseignant français († 25 janvier 2018)
- 30 mai : Norbert Felix Gaughan, prélat américain, évêque de Gary (en) († 1er octobre 1999)

Juin
- 18 juin : Michel Quoist, prêtre et écrivain spirituel français († 18 décembre 1997)
- 24 juin : Éloi Leclerc, prêtre franciscain et écrivain français († 13 mai 2016)
- 29 juin : Robert Pléty, prêtre, pédagogue et chercheur français († 9 juillet 2011)

Juillet
- 8 juillet : Jacques Langlais, prêtre et historien canadien († 8 janvier 2008)
- 23 juillet : Xavier Tilliette, prêtre jésuite, philosophe et théologien français († 10 décembre 2018)

Août
- 5 août : Henri Chandavoine, prêtre, conservateur et auteur français († 10 juillet 2008)
- 11 août : William L. Moran, prêtre jésuite et assyriologue américain († 19 décembre 2000)
- 25 août : Paulos Tzadua, cardinal éthiopien, archevêque d'Addis-Abeba († 11 décembre 2003)
- 27 août : Paul-Marie Rousset, prélat français, premier évêque de Saint-Étienne († 9 janvier 2016)

Septembre
- 2 septembre : Lucien Deiss, prêtre, exégète et compositeur français († 9 octobre 2007)
- 8 septembre : 
  - Louis Boffet, prélat français, évêque de Montpellier, précédemment évêque titulaire de Tacia Montana (de) († 11 septembre 1997)
  - Victor Razafimahatratra, cardinal jésuite malgache, archevêque de Tananarive († 6 octobre 1993)
- 10 septembre : Alfred Bengsch, cardinal allemand, archevêque-évêque de Berlin, précédemment évêque titulaire de Tubia (de) († 13 décembre 1979)
- 14 septembre : Paulo Evaristo Arns, cardinal brésilien, archevêque de São Paulo († 14 décembre 2016)
- 23 septembre : William Anthony Hughes, prélat américain, évêque de Covington († 7 février 2013)
- 24 septembre : Sabin Saint-Gaudens, prélat français, évêque d'Agen († 23 décembre 2001)
- 30 septembre : Stanisław Nagy, cardinal et théologien polonais († 5 juin 2013)

Octobre
- 12 octobre : 
  - Irénée Noye, prêtre sulpicien, érudit, historien et archiviste français († 11 février 2022)
  - Girolamo Prigione, prélat italien, diplomate du Saint-Siège († 27 mai 2016)
- 29 octobre : Jean Roy, prêtre et moine bénédictin français, abbé de Fontgombault († 23 septembre 1977)

Novembre
- 3 novembre : Denis Grivot, prêtre, historien de l'art et maître de chapelle français († 9 juillet 2008)
- 18 novembre : André Collini, prélat français, archevêque de Toulouse († 10 novembre 2003)
- 26 novembre : Antoine Moussali, prêtre lazariste et islamologue libanais († 1er avril 2003)

Décembre
- 2 décembre : Carlo Furno, cardinal italien de la Curie († 9 décembre 2015)
- 3 décembre : Pierre de Grauw, prêtre, peintre, sculpteur et graveur néerlandais († 17 juillet 2016)
- 6 décembre : Bienheureux Marcel Callo, jociste et martyr français du nazisme († 19 mars 1945)
- 8 décembre : Antoine Vergote, prêtre, philosophe, psychanalyste et théologien belge († 10 octobre 2013)
- 9 décembre : Bienheureux Lucien Galan, prêtre, missionnaire au Laos et martyr français († 12 mai 1968)
- 12 décembre : Maurice Testard, prêtre, latiniste, traducteur et enseignant français († 28 janvier 2006)
- 28 décembre : Romano Bottegal, prêtre, ermite, missionnaire au Liban et vénérable italien († 19 février 1978)
- 29 décembre : Charles-Henri Lévesque, prélat canadien, évêque de Sainte-Anne-de-la-Pocatière († 24 novembre 1984)

## Décès
- 14 janvier : Louis-Marie Pineau, prélat français, vicaire apostolique du Tonkin-Méridional et évêque titulaire de Calama (de) (° 16 août 1842)
- 18 janvier : Filippo Camassei, cardinal italien, patriarche latin de Jérusalem (° 14 septembre 1948)
- 2 février : Bienheureux Andrea Carlo Ferrari, cardinal italien, archevêque de Milan (° 13 août 1850)
- 6 février : Fédéric-Henri Oury, prélat français, archevêque d'Alger (° 3 mai 1842)
- 9 février : Félix Béguinot, prélat français, évêque de Nîmes (° 11 juillet 1836)
- 19 mars : Pierre-Marie Belmont, prélat français, évêque de Clermont (° 31 janvier 1838)
- 21 mars : Henry Bolo, prêtre, polémiste et écrivain français (° 16 février 1858)
- 24 mars : James Gibbons, cardinal américain, archevêque de Baltimore, précédemment vicaire apostolique de Caroline du Nord et évêque titulaire d'Adramytte (de), évêque de Richmond puis archevêque titulaire d'Ionopolis (de) (° 23 juillet 1834)
- 16 avril : Willibrord Benzler, prélat allemand, évêque de Metz, serviteur de Dieu (° 16 octobre 1853)
- 25 mai : Matthew Harkins, prélat américain, évêque de Providence (° 17 novembre 1845)
- 31 mai : Emmanuel Marbeau, prélat français, évêque de Meaux (° 12 novembre 1844)
- 21 juillet : Félix Charmetant, prêtre et missionnaire français, directeur général de l'Œuvre d'Orient (° 20 juin 1844)
- 26 juillet : Victor Paysant, prêtre français (° 17 janvier 1841)
- 8 août : Bienheureuse Marie Marguerite Caiani, religieuse italienne, fondatrice des Franciscaines minimes du Sacré-Cœur (° 2 novembre 1863)
- 11 août : James Coyle, prêtre irlandais aux États-Unis assassiné par le Ku Klux Klan (° 23 mars 1873)
- 22 août : Pierre-Lucien Campistron, prélat français, évêque d'Annecy (° 26 octobre 1840)
- 24 août : Giorgio Gusmini, cardinal italien, archevêque de Bologne (° 9 décembre 1855)
- 7 septembre : Bienheureuse Eugénie Picco, religieuse, mystique et supérieure générale italienne (° 8 novembre 1867)
- 22 septembre : Auguste-René-Marie Dubourg, cardinal français, archevêque de Rennes (° 1er octobre 1842)
- 3 octobre : Prosper Philippe Augouard, prélat et missionnaire français, vicaire apostolique du Haut-Congo français (° 16 septembre 1852)
- 5 octobre : Jean Collell Cuatrecasas, prêtre, fondateur et vénérable espagnol (° 20 janvier 1864)
- 6 octobre : Henri Delassus, prêtre, théologien et essayiste français (° 12 avril 1836)
- 15 octobre : Emmanuel van den Bosch, prélat et missionnaire belge en Inde, archevêque d'Agra (° 18 juin 1854)
- 8 novembre : Charles de Löwenstein-Wertheim-Rosenberg, prêtre dominicain et homme politique allemand (° 21 mai 1834)
- 9 novembre : Theodor Wacker, prêtre et homme politique allemand (° 5 novembre 1845)
- 30 novembre : Henri Collin, prêtre, journaliste et homme politique français (° 29 juillet 1853)
- 13 décembre : Bienheureuse Marie Madeleine Starace, religieuse italienne, fondatrice des Sœurs compassionistes servites de Marie (° 5 septembre 1845)
- 21 décembre : Anatole de Cabrières, cardinal français, évêque de Montpellier (° 30 août 1830)